# Finite impulse response
Nella teoria dei segnali, in particolare nell'elaborazione numerica dei segnali, un sistema dinamico finite impulse response, in italiano risposta finita all'impulso e spesso abbreviato in FIR, è una tipologia di filtro digitale caratterizzata da una risposta impulsiva di durata finita, cioè che si annulla ad un tempo finito. I sistemi la cui risposta non si annulla ad un tempo finito sono detti infinite impulse response (IIR).

## Definizione

Un filtro FIR a tempo discreto di ordine N con risposta impulsiva.

L'uscita {\displaystyle y(t)} di un sistema dinamico lineare tempo-invariante (LTI) a tempo continuo soggetto ad un segnale in ingresso {\displaystyle x(t)} è descritta dalla convoluzione {\displaystyle y(t)=x(t)*h(t)}, dove {\displaystyle h(t)} è la risposta del sistema quando l'ingresso {\displaystyle x(t)} è una funzione a delta di Dirac. L'uscita {\displaystyle y} è quindi proporzionale alla media dell'ingresso {\displaystyle x} pesata dalla funzione {\displaystyle h(-\tau )}, traslata di un tempo {\displaystyle t}:
{\displaystyle y(t)=\int _{-\infty }^{\infty }x(\tau )h(t-\tau )d\tau }
Un sistema dinamico lineare stazionario discreto trasforma la successione in ingresso {\displaystyle \{x\}} in un'altra successione {\displaystyle \{y\}}, data dalla convoluzione discreta con la risposta {\displaystyle h} alla delta di Kronecker:
{\displaystyle y[n]=\sum _{k=-\infty }^{\infty }x[k]\cdot h[n-k]=\sum _{k=-\infty }^{\infty }x[n-k]\cdot h[k]}
Gli elementi di {\displaystyle \{y\}} possono dipendere da ogni elemento di {\displaystyle \{x\}}. Solitamente {\displaystyle y[n]} dipende maggiormente dagli elementi in prossimità del tempo {\displaystyle n}.
Per un filtro a tempo discreto l'uscita è una somma pesata dei valori assunti dall'ingresso al tempo corrente ed a tempi precedenti. Tale operazione è descritta dalla seguente equazione:
{\displaystyle y[n]=h_{0}x[n]+h_{1}x[n-1]+\cdots +h_{N}x[n-N]=\sum _{i=0}^{N}h_{i}x[n-i]}
dove {\displaystyle h_{i}} sono detti coefficienti del filtro, che determinano la risposta impulsiva, ed {\displaystyle N} l'ordine del filtro. Per un filtro di ordine {\displaystyle \scriptstyle N} compaiono {\displaystyle \scriptstyle (N\,+\,1)} termini nel membro alla sinistra.

## Filtro a media mobile

Diagramma a blocchi di un filtro FIR a media mobile di ordine 2

Poli e zeri di un filtro FIR a media mobile di ordine 2

Un filtro a media mobile è uno dei più semplici filtri FIR, i cui coefficienti {\displaystyle b_{0},\,\dots ,\,b_{N}} soddisfano l'equazione:
{\displaystyle b_{i}={\frac {1}{N+1}}}
Ad esempio, un filtro di ordine {\displaystyle N=2} ha risposta impulsiva:
{\displaystyle h[n]={\frac {1}{3}}\delta [n]+{\frac {1}{3}}\delta [n-1]+{\frac {1}{3}}\delta [n-2]}
Facendone la trasformata zeta:
{\displaystyle H(z)={\frac {1}{3}}+{\frac {1}{3}}z^{-1}+{\frac {1}{3}}z^{-2}={\frac {1}{3}}{\frac {z^{2}+z+1}{z^{2}}}}
i cui due poli sono nell'origine e i due zeri in:
{\displaystyle z_{1}\;=\;-{\frac {1}{2}}\,+\,j{\frac {\sqrt {3}}{2}}\qquad z_{2}\;=\;-{\frac {1}{2}}\,-\,j{\frac {\sqrt {3}}{2}}}
La risposta in frequenza (in radianti per campione) è:
{\displaystyle H\left(e^{j\omega }\right)={\frac {1}{3}}+{\frac {1}{3}}e^{-j\omega }+{\frac {1}{3}}e^{-j2\omega }}